# Kecamatan Bukitbatu
Kecamatan Bukitbatu är ett distrikt i Indonesien.   Det ligger i provinsen Kepulauan Riau, i den västra delen av landet, 1 000 km nordväst om huvudstaden Jakarta.